# FRI
Frigida Locus (FRI) è un gene codificante per una delle proteine del complesso FRIGIDA, responsabili della repressore fiorale in Arabidopsis thaliana.
In un individuo Wild type (FRI), in cui il gene è normalmente espresso, si avrà una fioritura ritardata caratteristica delle così dette piante biennali o "winter annual".
In un individuo mutante knockout (fri), in cui il gene non è espresso, si avrà una fioritura precoce caratteristica delle così dette piante annuali o "summer annual".
L'espressione di FRI influenza l'espressione di FLC un altro gene codificante per un fattore trascrizionale che agisce come repressore fiorale, quindi FRI può considerarsi un induttore di FLC.
La trascrizione di FLC è attivata dal FRI complex composto da:
- FRIGIDA
- FLX
- SUF4 che partecipa direttamente al legame col DNA
- FES1 funzione stabilizzatrice
- FRL1 funzione stabilizzatrice

FRIGIDA recluta anche fattori di rimodellamento della cromatina, la Polimerasi II e altri Fattori Trascrizionali Basali.
FRI ed FLC agiscono in maniera sinergica (entrambi come repressori della fioritura, impedendo il passaggio dallo stato vegetativo a quello riproduttivo).